# Guo Guangchang
Guo Guangchang (郭廣昌T, 郭广昌S; Dongyang, 1º febbraio 1967) è un imprenditore, investitore e miliardario cinese, presidente e cofondatore di Fosun International Limited e rappresentante della 12.a Conferenza politica consultiva del Popolo Cinese. Secondo Hurun Report è nel 2019 la 45.a persona più ricca in Cina.  Nel marzo 2023 il suo patrimonio netto è stimata da Forbes in 3,8 miliardi di dollari.
È stato chiamato il "Warren Buffett della Cina".

## Biografia
Guo Guangchang è nato a Dongyang, Zhejiang, nel 1967. Nel 1989, Guo si è laureato in filosofia in filosofia e quindi un MBA presso la Fudan University.

## Carriera

### Guangxin Technology Development Company Ltd.
Nel 1992, Guo ha fondato la Guangxin Technology Development Company Ltd, con gli amici Liang Zinjun e Tan Jian, una delle prime a utilizzare metodi scientifici nelle ricerche di mercato nella Cina continentale.

### Gruppo Fosun
Dal 1994, Guo è presidente del gruppo Fosun e ha investito in assicurazioni, prodotti farmaceutici e sanitari, proprietà, acciaio, miniere, vendita al dettaglio, servizi, finanza, gestione patrimoniale, creando uno dei più grandi imprese nonstatali in Cina. Fosun International impiega oltre 74.000 persone.
Nel 2007, Fosun International, la holding di Fosun, è stata quotata all'HKSE di Hong Kong. Fosun ha collaborato con IFC nel settore della riassicurazione, ha investito nel Club Med della Francia, nella compagnia di assicurazioni Fidelidade Seguros del Portogallo e nella Folli Follie della Grecia [13] per esplorare insieme le opportunità offerte dalla crescita dell'economia cinese.
Nel luglio 2016 Guo's Fosun International ha acquistato il Wolverhampton Wanderers Football Club, una squadra di calcio professionistica con sede a Wolverhampton, West Midlands, in Inghilterra, per 45 milioni di sterline dal precedente proprietario Steve Morgan. Il ritorno di Wanderers in Premier League si è concluso con un settimo posto nella loro prima stagione di ritorno, il miglior piazzamento nella massima divisione dal sesto posto nel 1979-80. Questa posizione è valsa loro anche un posto in Europa League e la loro prima stagione europea dal 1980-81.

### Presidenze e membri
Guo è membro del Comitato nazionale della 12ª Conferenza consultiva politica del popolo cinese, membro del Comitato permanente della Federazione cinese dell'industria e del commercio, membro del Comitato permanente della Federazione giovanile cinese, Presidente onorario della Camera di Commercio di Shanghai Zhejiang.

### Expo mondiale di Shanghai
All'Expo mondiale di Shanghai 2010, Guo, insieme ad altri 15 imprenditori cinesi, ha finanziato il Padiglione delle imprese private cinesi, che è stato il debutto delle imprese cinesi non statali all'Expo mondiale.

## Riconoscimenti e premi
Nel 2017 Guo è stato insignito del 16º premio alla carriera degli Asia Business Leaders Awards dalla CNBC. Ha ricevuto il "Premio Nobel Laureates Series-Asian Chinese Leaders Award" 2016/17 dall'Asian College of Knowledge Management e il "Lifetime Achievement Award" all'8° World Chinese Economic Summit nel 2016.

## Filantropia
Guo è il vicepresidente della China Glory Society, della China Social Entrepreneur Foundation e della Youth Business China Foundation. Attraverso gli auspici della Fosun Foundation, Guo ha donato fino a 600 milioni di RMB a cause di beneficenza per aiutare a combattere la povertà, migliorare l'accesso all'istruzione e fornire soccorsi in caso di calamità naturali.

## L'arresto nel 2015
L'11 dicembre 2015, Guo è stato arrestato dalla polizia mentre stava "assistendo le autorità con un'indagine" ed era stato "collegato a un caso giudiziario per corruzione ad agosto". È stato ipotizzato che possa essere stato coinvolto negli sforzi anticorruzione del segretario generale del partito Xi Jinping. Ciò ha portato alla sospensione delle azioni della sua filiale quotata a Hong Kong.  Il 14 dicembre, Guo è stato rilasciato ed è apparso all'incontro annuale di Fosun a Shanghai.

## Vita privata
Sposato con Wang Jinyuan. La coppia ha tre figli.